# Ring of Gold
Ring of Gold è un album di registrazioni dal vivo dei Clannad, non è però incluso nella loro discografia ufficiale.
La formazione è la stessa di Clannad in concert: i tre fratelli Brennan, Ciàran, Màire, Pòl, e i due fratelli, zii materni degli altri tre, Padraig e Noel Duggan.
Benché registrato "di straforo", la qualità sonora è decisamente alta, ben al di sopra della media dei "bootleg" dell'epoca.

## Tracce
1. An Gabhar Ban
2. Mrs. McDermott
3. Rince Philib a'Cheoil
4. Down by the Sally Gardens
5. Teidhir Abhaile Riu
6. Eleanor Plunkett
7. dTigeas a'Damhsa
8. Eirigh Is Cuir ort Do Chiud Eadaigh
9. Nil Sé'n La